# Lyda Roberti
Lyda Roberti (20 de mayo de 1906 - 12 de marzo de 1938) fue una actriz teatral y cinematográfica.

## Biografía
Nacida en Varsovia, Polonia, Roberti era hija de un payaso y siendo niña actuó en el circo como artista del trapecio, así como cantante de vodevil. Estando la familia de gira por Europa y Asia, la madre de Roberti dejó a su marido, asentándose en Shanghái, China, donde la joven Roberti ganaba dinero cantando. A finales de los años veinte se trasladaron a los Estados Unidos, donde Roberti empezó a cantar en nightclubs. Debutó en Broadway con la obra You Said It en 1931, y con su éxito se convirtió en una sensación de la noche a la mañana. También actuó en 1933 en el musical de corta vida Pardon My English, de Gershwin.
Posteriormente se trasladó a Hollywood, y durante los años treinta actuó en el cine. Sus caracterizaciones sensuales y juguetonas, junto con el inusual acento que había adquirido en sus años por Europa y Asia, la hicieron popular entre el público. Tuvo éxito como comediante, y también como cantante en la radio. En Roberta (1935), Ginger Rogers interpretaba el papel que Roberti hizo originalmente en Broadway, y los críticos comentaron que la actuación de Rogers era una imitación exacta de las peculiaridades de Roberti. 
Tras la muerte de Thelma Todd, Roberti la reemplazó a en un par de películas, pero su salud era delicada debido a una enfermedad cardiaca. Empezó a trabajar con menor frecuencia, aunque dos días antes de su muerte estaba actuando en un programa radiofónico junto a Al Jolson. Su fallecimiento fue a causa de un ataque cardiaco. 
Había estado casada con R.A. Golden y con Hugh Bud' Ernst'. Está enterrada en el Cementerio Forest Lawn Memorial Park en Glendale, California. 

## Filmografía

### Largometrajes
- Dancers in the Dark (1932)
- Million Dollar Legs (A todo gas) (1932)
- The Kid from Spain (Torero a la fuerza) (1932)
- Three-Cornered Moon (1933)
- Torch Singer (Sinfonía del corazón)[1] (1933)
- College Rhythm (1934)
- George White's 1935 Scandals (1935)
- The Big Broadcast of 1936 (Cazadores de estrellas) (1935)
- Nobody's Baby (1937)
- Pick a Star (1937)
- Wide Open Faces (1938)

### Cortos
- Undersea Revue (1928)
- Hollywood Rhythm (1934)
- At Sea Ashore (1936)
- Hill-Tillies (1936)